# 吉久直志
吉久 直志（よしひさ なおゆき、1月20日 - ）は、日本の男性俳優。兵庫県出身。カプセル兵団、劇団アメーバプロジェクト主宰。株式会社L4代表取締役。

## 経歴・人物
元、劇団「惑星ピスタチオ」所属。

1998年より、新たな演劇表現の可能性に挑戦する場として演劇的挑戦公演を始め、2000年に劇団としてカプセル兵団を旗揚げ。

以後、「熱く生きる！」をテーマに誰もが抱くストレートな人生哲学を交えた物語に、熱いハートで道を示し、さらに膨大なギャグを放り込み、それでいて切ない人生ドラマを描く作品を送り出す。

趣味は映画、落書き、必殺技作り。

特技は関西弁、ロボットマイム、殺陣、ツッコミ。

## 出演

### 舞台（カプセル兵団）
2000年
- 「スペース一休（初演）」原作：田中りょう（9月21日〜9月24日、中野ウエストエンドスタジオ）

2001年
- 「爆走！炎の郵便屋」脚本：大野学（4月、アイピット目白）
- 「逆境ナイン！」原作：島本和彦（8月22日〜8月26日、中野ウエストエンドスタジオ）

2002年
- 「SAVIOUR BLUE -セイバー・ブルー-（初演）」（4月25日〜4月29日、中野ウエストエンドスタジオ）
- 「ALCHEMIST -アルケミスト-」（8月21日〜8月25日、アドリブ小劇場）
- 「炎の60分シリーズ#1『燃えよ！映画魂』」（9月10日〜16日、下北沢駅前劇場）
- 「臥龍頂上伝（初演）」（12月21日〜12月23日、新宿シアターモリエール）

2003年
- 「ダストシューター（初演）」（5月3日〜5月5日、萬スタジオ）
- 「炎の60分シリーズ#2 二本立て公演『燃えよ！映画魂』／『燃えてヒーローショー！』」（8月20日〜8月24日、萬スタジオ）

2004年
- 「D・N・A² 〜何処かで失くしたあいつのアイツ〜」原作：桂正和（1月28日〜2月1日、新宿スペース107）
- 「フルメタルウインド」（8月、TACCS1179）

2005年
- 「臥龍頂上伝-DRAGON ROAD-」（2月、萬スタジオ）
- 「鬼泪KIRUI（初演）」（6月29日〜7月3日、TACCS1179）
- 「炎の60分シリーズ#3 二本立て公演『炎の戦士バーニンガイ』／『魔法プリンセスプリティーモモ』」（10月12日〜10月16日、池袋シアターグリーン　BASE THEATER）

2006年
- 「ALCHEMIST-アルケミスト-」（4月26日〜4月30日、萬スタジオ）
- 「幽玄夢想〜臥龍頂上伝2〜（初演）」（9月27日〜10月1日、笹塚ファクトリー）

2007年
- 「炎の60分シリーズ#4 二本立て公演『燃えよ映画魂！』／『燃えてヒーローショー！』」（2月7日〜2月12日、笹塚ファクトリー）
- 「ZEIRAM THE LIVE -ゼイラム ザ ライブ-」（7月11日〜7月15日、笹塚ファクトリー）原作：雨宮慶太
- 「GHOST SEED -ゴーストシード-（初演）」原作：高野百香（11月21日〜11月25日、笹塚ファクトリー）

2008年
- 「リバイバルメモリー」（4月23日〜4月27日、笹塚ファクトリー）
- 「タオの月」原作：雨宮慶太（7月23日〜7月27日、笹塚ファクトリー）
- 「臥龍頂上伝 3部作連続上演『臥龍頂上伝-DRAGON ROAD-』」（12月12日〜12月16日、笹塚ファクトリー）
- 「臥龍頂上伝 3部作連続上演『幽玄夢想〜臥龍頂上伝2〜』」（12月13日〜12月17日、笹塚ファクトリー）
- 「臥龍頂上伝 3部作連続上演『双龍無影伝〜臥龍頂上伝3〜』」（12月26日〜12月30日、笹塚ファクトリー）

2009年
- 「ココロコロガシ」原作・脚本：雨宮慶太（6月10日〜6月14日、ラゾーナ川崎プラザソル）
- 「GHOST SEED-ゴーストシード-（再演）」原作：高野百香（11月4日〜11月8日、ラゾーナ川崎プラザソル）

2010年
- 「ぼくの携帯は次元転移装置つき」（5月28日〜5月30日、阿佐ヶ谷アルシェ）
- 「SAVEIOUR BLUE -セイバー・ブルー-（再演）」（12月9日〜12月12日、王子小劇場）

2011年
- 「鬼泪KIRUI（再演）」（5月19日〜5月22日、アイピット目白）
- 「超鋼祈願ササヅカイン〜暗黒のイノセント〜」（10月6日〜10月10日、笹塚ファクトリー）

2012年
- 「からくりサーカス-からくり編-」原作：藤田和日郎（2月9日〜2月12日、笹塚ファクトリー）
- 「ゾンビ×幽霊×宇宙人　オール恐怖大行進！！」（7月12日〜7月22日、ワーサルシアター八幡山劇場）
- 「からくりサーカス-サーカス編-」原作：藤田和日郎（11月15日〜11月18日、笹塚ファクトリー）

2013年
- 「DUSTSHOOTERS-ダストシューターズ-（再演）」（2月28日〜3月3日、笹塚ファクトリー）
- 「超鋼祈願ササヅカイン-新たなる脅威-」（7月11日〜7月15日、笹塚ファクトリー）
- 「SPACE一休（再演）」原案：田中りょう（11月20日〜11月24日、笹塚ファクトリー）

2014年
- 「ディアボロス」（5月29日〜6月1日、笹塚ファクトリー）
- 「月光条例-月光編-」原作：藤田和日郎（11月13日〜24日、笹塚ファクトリー）

2015年
- 「GHOST SEED -ゴーストシード-（再演）」（2月26日〜3月1日、池袋シアターグリーン BIG TREE THEATER）
- 「月光条例〜カグヤ編〜」原作：藤田和日郎（9月27日〜10月4日、笹塚ファクトリー

### 舞台（プロデュース公演）
1998年
- 「御先祖様万々歳！-超時空家族四方家の栄光と没落-」原作：押井守（5月2日〜5月5日、大塚ジェルスホール）
- 「飛躍的集英者！」脚本：さわまさし（12月、新宿タイニイ・アリス）

1999年
- 「アルケミスト」（6月29日〜7月4日、江古田ストアハウス）

2000年
- 「フレアを超えて！」脚本：大野学（1月13日〜1月16日、銀座小劇場）

2011年
- 「『水銀の花嫁』カプセル兵団EX公演」脚本・監修：じんのひろあき（12月28日〜29日、ワーサルシアター八幡山劇場）

2013年
- 「男ばかりの会話劇第1弾！『アベンジャーズ』カプセル兵団EX公演」（4月25日〜4月29日、ワーサルシアター八幡山劇場）
- 「『水銀の花嫁　改訂版』ワーサルシアター提携　カプセル兵団外伝公演」脚本・監修：じんのひろあき（12月28日〜30日、ワーサルシアター八幡山劇場）

2014年
- 「男ばかりの会話劇第2弾！『ダークナイトライジング』カプセル兵団EX公演」（2月13日〜18日、ワーサルシアター八幡山劇場）
- 「男ばかりの会話劇第3弾！『アベンジャーズ Ver2014』カプセル兵団EX公演」（9月10日〜9月15日、ワーサルシアター八幡山劇場／9月19日〜21日、STAGE+PLUS）

### テレビドラマ
- 武蔵忍法伝 忍者烈風（2017年） - 疑心暗鬼 役（声）

## 監督
- 武蔵忍法伝 忍者烈風（2017年） - 第三期第八話、九話
- 妖ばなし（2017年） - 第五話、二十一話

## 脚本
- 武蔵忍法伝 忍者烈風（2017年） - 第三期第八話、九話
- 妖ばなし（2017年） - 第五話、二十一話
- 立て！マジンガーZ!!（2022年）